# Catamecia delicata
Catamecia delicata là một loài bướm đêm trong họ Noctuidae.